# The Living Tombstone
The Living Tombstone (en español: La Lápida Viviente, abreviado: TLT) es un dúo de rock electrónico israelí basado en Estados Unidos. Empezó como un canal de YouTube formado en Israel en 2011 por el productor Yoav Landau al que después se le unió el cantante Sam Haft. El grupo se destaca por sus canciones y videos musicales basados en videojuegos y medios de la cultura pop, como la saga Five Nights at Freddy's, Overwatch y My Little Pony, así como por su música original.
Varias de sus canciones se han vuelto virales e incluso se les atribuye haber generado varios memes en Internet. Además de estos vídeos, han desarrollado música para el videojuego In Sound Mind y han creado el videojuego AudioClash: Battle of the Bands. Una publicación de la revista musical británica NME se ha referido a ellos como "la banda de videojuegos más grande de Internet".

## Carrera musical

### Antecedentes
The Living Tombstone fue fundado por el músico israelí Yoav Landau en 2011 como canal de YouTube y proyecto musical. Landau, participó en la comunidad de seguidores en línea de la franquicia de medios My Little Pony, donde creó un remix de una de las canciones que aparecen en My Little Pony: La magia de la amistad. Después de que el remix obtuvo varios miles de visitas, Landau finalmente cambió su enfoque a varias comunidades de videojuegos, creando canciones basadas en videojuegos.
Cinco años después de crear The Living Tombstone, Landau se mudó a los Estados Unidos donde conoció al vocalista Sam Haft. Haft había estado involucrado anteriormente en otros proyectos musicales, como el grupo de música cómica Sam & Bill. Landau y Haft se enviaron sus propias canciones antes de colaborar juntos en música, y Haft se convirtió en miembro oficial de TLT. EL dúo escribió canciones como un remix de "Jump Up Superstar" de Super Mario Odyssey en el que Haft contribuyó con coros, y la canción original "My Ordinary Life", que fue citada por LA Weekly como su canción más popular hasta ese entonces. Tanto Landau como Haft trabajaron en la construcción del mundo de TLT, incluidos los personajes, la historia y la tradición que rodean la música y los videos del grupo. La atención que recibió su música en línea hizo que Warner Music se fijara en la banda y el sello discográfico firmara un contrato con The Living Tombstone.

### Contenido y estilo musical
El contenido de TLT consta de música original y homenajes a varios videojuegos y medios de la cultura pop, varios de los cuales se hicieron populares en línea. Uno de los primeros vídeos del grupo relacionados con videojuegos fue una trilogía de canciones de los primeros tres juegos de la serie Five Nights at Freddy's. La trilogía se volvió viral en YouTube y cada canción acumuló millones de visitas; El primer vídeo de la serie alcanzó más de 300 millones de visitas en 2023. Houston Press catalogó la trilogía como una de las mejores canciones basadas en el juego de terror. El éxito de la trilogía llevó a la banda a desarrollar un culto entre los fanáticos del juego. Rolling Stone le dio crédito a la banda por el lanzamiento de un subgénero de música relacionada con Five Nights at Freddy's inspirada en el hiperpop. La primera canción se utilizó más tarde en los créditos para la adaptación cinematográfica de la franquicia en 2023. Poco antes del estreno de la película, la banda lanzó un remix gótico de la primera canción. Después del lanzamiento de la película, la canción alcanzó el top 5 de la lista de Dance/Electronic Songs de Billboard, alcanzando el puesto número 4, antes solo figuraba en la lista de Dance/Electronic Digital Song Sales.
En 2018, la canción de TLT basada en el videojuego de disparos en primera persona Overwatch se volvió viral en las redes sociales. Lanzada originalmente como un video animado del canal de YouTube Mashed en enero de 2017, la canción describe a dos jugadores del mismo equipo discutiendo sobre la elección de sus personajes y sus contribuciones a las repetidas derrotas del equipo, principalmente debido a la falta de un personaje de apoyo en el equipo. La canción presenta el estribillo "I'm Already Tracer,", que se convirtió en el tema de numerosos videos realizados en la plataforma de redes sociales TikTok en los que los usuarios se grabaron sincronizando los labios con la canción. El meme atrajo atención negativa ya que fue objeto de varias recopilaciones en las redes sociales. Medios como Kotaku, Polygon y The Daily Dot señalaron que tales compilaciones pronto se arraigaron en la misoginia, con comentarios que menospreciaban a quienes crearon dichos videos imitando la canción y burlándose de las mujeres que juegan videojuegos en general.
Otras canciones suyas que se han vuelto virales incluyen su remix de varias canciones de My Little Pony y un remix de "Spooky Scary Skeletons". En 2012, The Living Tombstone remezcló la canción "Discord" del productor eurobeat Odyssey, que acumuló más de 40 millones de visitas en YouTube y se utilizó en más de 500.000 videos en TikTok en 2021. En 2013, Landau hizo un remix de la canción de 1996 de Andrew Gold. "Spooky, Scary Skeletons", que obtuvo más de 90 millones de visitas en YouTube. El remix también fue catalogado por The Daily Dot como una de las canciones más populares de 2019 en TikTok.
La música del dúo ha sido etiquetada como rock electrónico, rock alternativo y pop rock, con influencias del EDM y la música folk de Oriente Medio. Landau también ha afirmado que géneros como complextro, dubstep y drum 'n bass han inspirado el estilo musical de la banda. Su música y estética han sido comparadas con Gorillaz y Daft Punk, junto con los vídeos de Lindsey Stirling.
En el 2020 lanzaron su álbum debut Zero_One. El cual no obtuvo el apoyo que se esperaba tuviera. Se tiene previsto que en 2024 lanzen su segundo álbum de estudio Rust. Además de que este "expandirá" la historia mostrada en Zero_One mostrándonos la historia de otra Tombsona.

### Desarrollo de videojuegos
The Living Tombstone también ha contribuido con música para videojuegos. En 2021, la banda creó la banda sonora del juego de terror independiente In Sound Mind del estudio de juegos israelí We Create Stuff. Sus contribuciones a la banda sonora fueron elogiadas junto con el juego, y varios medios señalaron que las composiciones conmovedoras y reservadas contribuyeron a la atmósfera oscura del juego.
En 2021, The Living Tombstone colaboró con el estudio de juegos Big Boat Interactive para crear el juego de estrategia basado en música AudioClash: Battle of the Bands. Descrito como una amalgama de varios juegos de ritmo como los juegos de rol Pokémon, Dota y los cómics de Scott Pilgrim, el juego consiste en reunir un grupo de personajes músicos para competir contra bandas rivales. El juego se lanzó en Steam con acceso anticipado a finales de 2021.

## Discografía

### Álbumes de estudio
- Tombstone Remixes (2013)[27]
- Zero_one (2020)[28][27]
- Zero_one:reloaded (2021)[27]
- Zero_one:deluxe (2023)[29][30][27][31]

### Bandas sonoras
- In Sound Mind - Original Soundtrack (2021)[32][33]
- Five Nights at Freddy's (2023)[34][35]

### Sencillos

#### Como artista principal
| Título                                                                                    | Año  | Certificaciones  | Álbum                                  |
| ----------------------------------------------------------------------------------------- | ---- | ---------------- | -------------------------------------- |
| Alex S. (con Ghost) - Melting Pot of Alcohol (The Living Tombstone's Remix)               | 2011 |                  | Sencillos que no pertenecen a un álbum |
| Plastic Smile (Remix) - Perfume                                                           | 2011 |                  | Sencillos que no pertenecen a un álbum |
| Party With Pinkie (Remix)                                                                 | 2011 |                  | Sencillos que no pertenecen a un álbum |
| Cracks                                                                                    | 2011 |                  | Sencillos que no pertenecen a un álbum |
| melody pet remix (Remix) DQN ILLMINATIONZ - 錯覚                                          | 2011 |                  | Sencillos que no pertenecen a un álbum |
| Willy Bum Bum (Remix) - ALIEN REd WOLf                                                    | 2011 |                  | Sencillos que no pertenecen a un álbum |
| Winter Wrap Up (Remix)                                                                    | 2011 |                  | Sencillos que no pertenecen a un álbum |
| Rainbow NukeStep                                                                          | 2011 |                  | Sencillos que no pertenecen a un álbum |
| Cut the Cord (con EileMonty)                                                              | 2017 |                  | Sencillos que no pertenecen a un álbum |
| Don't Tattle On Me Remix Tattletail Song (con Caleb Hyles y Fandroid)                     | 2017 |                  | Sencillos que no pertenecen a un álbum |
| Bendy and the Ink Machine Song Remix (con Kyle Allen Music y DAGames)                     | 2017 |                  | Sencillos que no pertenecen a un álbum |
| Beep Beep I'm a Sheep Remix (con LilDeuceDeuce, TomSka y BlackGryph0n)                    | 2017 |                  | Sencillos que no pertenecen a un álbum |
| 1000 Doors Spooky's Jump Scare Mansion Song (con BSlick & Crusher-P)                      | 2017 |                  | Sencillos que no pertenecen a un álbum |
| ECHO【Gumi English】(con Crusher-P) The Living Tombstone Remix                            | 2017 |                  | Sencillos que no pertenecen a un álbum |
| Jump Up, Super Star! (Super Mario Odyssey Remix)                                          | 2017 |                  | Sencillos que no pertenecen a un álbum |
| Yumbo Bear (דובון יומבו) - Halloween Song                                                 | 2017 |                  | Sencillos que no pertenecen a un álbum |
| Goodbye Moonmen (Rick and Morty Remix)                                                    | 2017 |                  | Sencillos que no pertenecen a un álbum |
| Clip Joint Calamity (Cuphead Remix)                                                       | 2017 |                  | Sencillos que no pertenecen a un álbum |
| My Ordinary Life                                                                          | 2017 | - RIAA: Platinum | Sencillos que no pertenecen a un álbum |
| Floral Fury (Cuphead Remix)                                                               | 2017 |                  | Sencillos que no pertenecen a un álbum |
| Jingle My Bells (con Jack Douglass)                                                       | 2017 |                  | Sencillos que no pertenecen a un álbum |
| GBA SP Blue Edition Song                                                                  | 2017 |                  | Sencillos que no pertenecen a un álbum |
| Last Christmas - Wham! Remix                                                              | 2017 |                  | Sencillos que no pertenecen a un álbum |
| Inkwell Isle One (Cuphead Remix)                                                          | 2018 |                  | Sencillos que no pertenecen a un álbum |
| Circle of Death (PUBG Song) (con Roomie & Dan Bull)                                       | 2018 |                  | Sencillos que no pertenecen a un álbum |
| Globglogabgalab Remix - Blue Version                                                      | 2018 |                  | Sencillos que no pertenecen a un álbum |
| Globglogabgalab Remix - Red Version                                                       | 2018 |                  | Sencillos que no pertenecen a un álbum |
| Basics in Behavior (feat. OR30) - Blue Version                                            | 2018 |                  | Sencillos que no pertenecen a un álbum |
| Basics in Behavior (feat. OR30) - Red Version                                             | 2018 |                  | Sencillos que no pertenecen a un álbum |
| I Don't Know What Sex Is (con Sam & Bill) - Blue Version                                  | 2018 |                  | Sencillos que no pertenecen a un álbum |
| Pikachu's Lament (feat. Sam & Bill) - Blue Version                                        | 2018 |                  | Sencillos que no pertenecen a un álbum |
| Pikachu's Lament (feat. Sam & Bill) - Red Version                                         | 2018 |                  | Sencillos que no pertenecen a un álbum |
| Right Now (Deltarune Song) (con Damsel is Depressed, Emi Jones y Sam Haft) - Blue Version | 2018 |                  | Sencillos que no pertenecen a un álbum |
| Memory (Kingdom Hearts Original Song) (con VyletPony, Sam Haft y EmiJones)                | 2019 |                  | Sencillos que no pertenecen a un álbum |
| Right Now (Deltarune Song) (con Damsel is Depressed, Emi Jones y Sam Haft) - Red Version  | 2019 |                  | Sencillos que no pertenecen a un álbum |
| Discord (con Eurobeat Brony)                                                              | 2019 |                  | Sencillos que no pertenecen a un álbum |
| Goose Goose Revolution (Untitled Goose Game Song)                                         | 2020 |                  |                                        |
| Drunk                                                                                     | 2020 |                  | zero_one                               |
| A Doll's House (con Hayley Nelson)                                                        | 2020 |                  | In Sound Mind - Original Soundtrack    |
| Alastor's Game (Hazbin Hotel Song)                                                        | 2020 |                  | Sencillo que no pertenece a un álbum   |
| Sunburn                                                                                   | 2020 |                  | zero_one                               |
| Love I Need                                                                               | 2020 |                  | Sencillo que no pertenece a un álbum   |
| Chosen                                                                                    | 2020 |                  | zero_one                               |
| Long Time Friends (Spooky Mix)                                                            | 2021 |                  | Sencillo que no pertenece a un álbum   |
| What I Want (con QBomb)                                                                   | 2021 |                  | zero_one:reloaded                      |
| Drunk (BVSSIC Remix)                                                                      | 2021 |                  | zero_one:reloaded                      |
| Can't Wait (con CG5)                                                                      | 2021 |                  | zero_one:reloaded                      |
| Lazy (con Skatune Network)                                                                | 2021 |                  | zero_one:reloaded                      |
| Sunburn (con Odyssey Eurobeat y Chi-Chi)                                                  | 2021 |                  | zero_one:reloaded                      |
| Long Time Friends (YungNoodizzle Remix)                                                   | 2021 |                  | zero_one:reloaded                      |
| zero_one (Camellia Remix)                                                                 | 2021 |                  | zero_one:reloaded                      |
| Animal (con The 8-Bit Big Band & Cristina Vee)                                            | 2021 |                  | zero_one:reloaded                      |
| Fly Home (con Or3o y SixteenInMono)                                                       | 2021 |                  | zero_one:reloaded                      |
| Chosen (con Myuu y Elsie Lovelock)                                                        | 2021 |                  | zero_one:reloaded                      |
| Hunters [DreadXP Song] (con Dan Bull, Schäffer The Darklord y Izzy Deluxe)                | 2021 |                  | Sencillos que no pertenecen a un álbum |
| Getting Bigger (con Daniel J. Edwards y Cassie Ewulu)                                     | 2021 |                  | Sencillos que no pertenecen a un álbum |
| Report, Report, Report! (con Kellen Goff)                                                 | 2021 |                  | Sencillos que no pertenecen a un álbum |
| Here Comes a Savior (In Sound Mind Theme) (con Mick "Ricepirate" Lauer)                   | 2021 |                  | In Sound Mind - Original Soundtrack    |
| Temporary Love (feat. CG5)                                                                | 2022 |                  | Temporary Love feat. CG5               |
| Temporary Love (feat. CG5) - Vylet Cannicone Mix                                          | 2022 |                  | Temporary Love feat. CG5               |
| Hit the Snooze                                                                            | 2022 |                  | Sencillos que no pertenecen a un álbum |
| This Comes From Inside (Five Nights at Freddy's: Security Breach Song)                    | 2022 |                  | Sencillos que no pertenecen a un álbum |
| No Mercy - Overwatch 2 Remix (con Black Gryph0n, Jayn, y Dan Bull)                        | 2022 |                  | Sencillos que no pertenecen a un álbum |
| Trapped (Hello Neighbor 2 Song)                                                           | 2022 |                  | Sencillos que no pertenecen a un álbum |
| Cats (2023 Remix)                                                                         | 2023 |                  | Cats                                   |
| Cats - Sped Up                                                                            | 2023 |                  | Cats                                   |
| Witches, Witches, Witches (The Living Tombstone Remix) (con Andrew Gold)                  | 2023 |                  | Sencillos que no pertenecen a un álbum |
| Join Us for a Bite (Remix)                                                                | 2023 |                  | Sencillos que no pertenecen a un álbum |
| Five Nights at Freddy's - Goth Remix (con BlackGryph0n y Baasik)                          | 2023 |                  | Sencillos que no pertenecen a un álbum |

#### Como artista invitado
| Title                                                      | Year | Álbum                                                      |
| ---------------------------------------------------------- | ---- | ---------------------------------------------------------- |
| Heavy's Pizza Song (RubberFruit con 2007excalibur2007)     | 2012 | Sencillo que no pertenece a un álbum                       |
| Space Face Intro                                           | 2014 | Eddsworld Legacy Soundtrack                                |
| Space Face Part 1 Theme                                    | 2014 | Eddsworld Legacy Soundtrack                                |
| Abducted                                                   | 2014 | Eddsworld Legacy Soundtrack                                |
| Desire Room                                                | 2014 | Eddsworld Legacy Soundtrack                                |
| Creepy Girl                                                | 2014 | Eddsworld Legacy Soundtrack                                |
| Rock 5                                                     | 2014 | Eddsworld Legacy Soundtrack                                |
| Legacy                                                     | 2014 | Eddsworld Legacy Soundtrack                                |
| asdfland (con LilDeuceDeuce)                               | 2014 | Eddsworld Legacy Soundtrack                                |
| Fun Dead Theme                                             | 2014 | Eddsworld Legacy Soundtrack                                |
| Fun Dead 8-Bit                                             | 2014 | Eddsworld Legacy Soundtrack                                |
| Zomtage                                                    | 2014 | Eddsworld Legacy Soundtrack                                |
| Moonlight 2K17 / Arriving at the Balancenter               | 2017 | Terrain of Magical Expertise: Complete Original Soundtrack |
| I Wanna Be a Machine                                       | 2021 | Beat Saber (Original Game Soundtrack), Vol V               |
| Anthropology - The Living Tombstone Remix (Awkward Marina) | 2022 | Anthropology: 10th Anniversary Remixes                     |
| 4Get (CG5 feat. OR30)                                      | 2023 | Sencillos que no pertenecen a un álbum                     |
| Stuck Inside (feat. Kevin Foster)                          | 2023 | Sencillos que no pertenecen a un álbum                     |

### Otras canciones certificadas
| Title                     | Year | Certifications   | Álbum                                  |
| ------------------------- | ---- | ---------------- | -------------------------------------- |
| "Five Nights at Freddy's" | 2014 | - RIAA: Gold     | Sencillos que no pertenecen a un álbum |
| "My Ordinary Life"        | 2017 | - RIAA: Platinum | Sencillos que no pertenecen a un álbum |

- Datos: Q111265510
- Multimedia: The Living Tombstone / Q111265510